# Dolomía

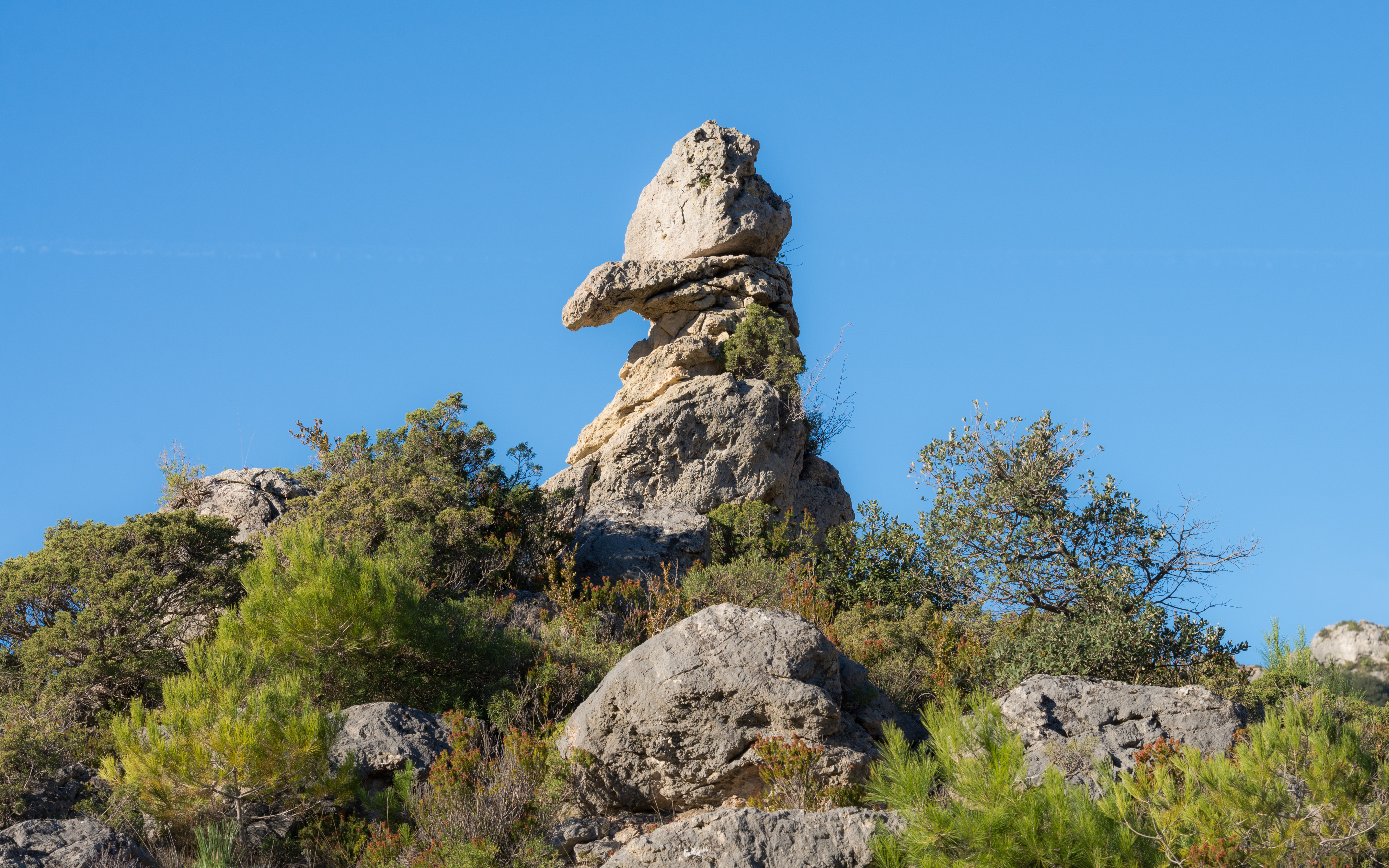
Dolomías en Mourèze, Hérault, Francia.

La dolomía es una roca sedimentaria de origen químico compuesta básicamente de dolomita, cuya composición química es carbonato de calcio y magnesio [CaMg(CO3)2]. Fue distinguida de la caliza por el geólogo francés Dolomieu en el siglo XVIII. La dolomía debe contener al menos un 50% de dolomita; si contiene menos es una caliza dolomítica. Se considera pura cuando ese porcentaje pasa del 90%.
Junto a las calizas y las margas, las dolomías forman parte de lo que se conocen como rocas carbonáticas o calcáreas.
Es una roca grisácea (también puede ser blanca o rosada) y porosa, muy común. Se encuentra en capas espesas de centenares de metros y puede también formar macizos enteros, como los Alpes Dolomíticos (Tirol, Véneto). Suele ser el resultado del reemplazamiento metasomático de calcita por dolomita en calizas no cementadas en aguas poco profundas. No obstante, la llamada dolomía primaria se ha formado por precipitación directa de la dolomita. Se originan también por la sedimentación de esqueletos de organismos del plancton marino en los océanos. La dolomía aparece en vetas minerales hidrotermales. 
Las dolomías se utilizan como materia prima en diversas industrias, principalmente como alternativa a la magnesita en la metalurgia y en la producción de morteros y cementos especiales.
La disociación natural de la dolomita por la acción de aguas carbonatadas, da lugar a numerosas formaciones kársticas, para dar calcita y magnesita pura, según la reacción reversible:
{\displaystyle CaMg(CO_{3})_{2}+2H_{2}O+2CO_{2}\rightleftharpoons 4CO_{3}H^{-}+Ca^{2+}+Mg^{2+}\rightleftharpoons CaCO_{3}+MgCO_{3}+2H_{2}O+2CO_{2}}

## Geología
Hay grandes formaciones de dolomita en el Triásico de los Alpes, incluyendo las Dolomitas en el norte de Italia. Hay también paisajes llamados "ruiniform" en el Causses (ejemplo de Larzac), algunos famosos: Cirque Mourèze en Herault, Montpellier le Vieux sobre el Causse Negro, o Nimes le Vieux en el Causse Méjean es Karren gigantes tallados por la erosión en dolomita, un laberinto de rocas, algunas de las cuales afectan a veces forma excéntrica: arcos, figuras antropomorfas, caras, etc.

## Vegetación asociada
La vegetación en el suelo dolomítico se caracteriza por la presencia de plantas de afinidad calcárea, por ejemplo, jaguarzo negro en el sur de Francia.

## Uso industrial
Las dolomías se utilizan como relleno mineral en muchas aplicaciones: pinturas y recubrimientos, elastómeros, papel y revestimientos para el suelo. También se utiliza como material refractario y como fundente en siderurgia. 